# Dark Angel (группа)
Dark Angel (в переводе с англ. — «Тёмный (падший) ангел») — трэш-метал-группа из города Дауни, Калифорния, известная своими очень быстрыми, тяжёлыми, продолжительными композициями, частыми сменами темпа, объёмными текстами на необычные для жанра темы и некоторыми другими прогрессивными элементами.
Ввиду этих отличительных особенностей поклонники Dark Angel дали коллективу прозвище «L.A. Caffeine Machine» (в переводе с англ. — «кофеиновая машина из Лос-Анджелеса») и придумали ей неофициальный девиз «Too fast, my ass» (в переводе с англ. — «слишком быстро, офигеть»).
Dark Angel считается одним из самых скоростных треш-метал коллективом 80-х., а их второй альбом 1986 года Darkness Descends считается одним из лучших альбомов этого жанра. Нередко темп их игры сравнивают со Slayer.
Джина Хоглана, ударника группы, считают одним из лучших барабанщиков экстремального метала в мире.

## История

### Ранний период.We Have Arrived. Приход Джина Хоглана
Группа Dark Angel была основана в пригороде Лос-Анджелеса в школе города Дауни (штат Калифорния) в 1981 году учащимися Джимом Дёркином (англ. Jim Durkin), Доном Доти (англ. Don Doty) и Робом Яном (англ. Rob Yahn).
Позже в том же году была выпущена первая демонстрационная запись, музыкальная составляющая которой была в традициях группы Tank, так как участники Dark Angel черпали вдохновение из её творчества.
В конце 1982 — начале 1983 свет увидело демо под названием We Have Arrived, в которое вошли композиции, позднее включённые в полноформатный дебют группы. Эта запись показала больший уклон группы от традиционного хэви-метала в сторону трэша, а также более чёткое ви́дение и осознание музыкантами своего стиля.
В 1984 году группой Dark Angel заинтересовалась калифорнийская звукозаписывающая компания Metalstorm Records/Azra International, а также европейская Axe Killer Records.
Летом 1984 в студии «Track Records» в Голливуде музыканты вместе с продюсером Биллом Метойером (англ. Bill Metoyer) из Metal Blade Records приступили к работе над своим первым альбомом, и уже в начале 1985 пластинка We Have Arrived была выпущена во всём мире.
Музыкально We Have Arrived был трэш-металом раннего периода, а песни «Merciless Death», «Falling from the Sky» и «No Tomorrow» заложили основу для (впоследствии ставших доминирующими в музыке группы) интенсивности, тяжести и скорости. Лейбл Metal Blade Records обратил внимание на композицию «Welcome to the Slaughterhouse» и включил её в сборник Metal Massacre VI.
В это время состав группы затронули, как впоследствии оказалось, решающие изменения: на смену барабанщику Джеку Шварцу (англ. Jack Schwartz) пришёл более техничный музыкант Джин Хоглан (ранее игравший в группе Wargod).
Хоглан направил музыку Dark Angel в русло очень тяжёлого экстремального трэш-метала, и внёс огромный вклад как в музыкальный материал следующего альбома, так и в его лирику, и, как итог, Dark Angel обрели новую более широкую аудиторию.
Обновлённый коллектив выступал в таких важных местах как «The Whiskey» и «The Troubador», а также играл «на разогреве» у известных групп Slayer и Megadeth.

### Darkness Descends
С выходом в 1986 году второго студийного альбома под названием Darkness Descends, коллектив стал привлекать гораздо больше внимания в среде поклонников экстремального метала.
Композиции с нового альбома. вроде «The Burning of Sodom», «Perish in Flames», «Hunger of the Undead» и «Black Prophecies», стали гораздо техничнее в плане исполнения по сравнению с предшественником, а также представили более интересные, обдуманные и наполненные бо́льшим смыслом тексты пера Джина Хоглана.
Вслед за выходом пластинки Dark Angel впервые отправились всерьёз гастролировать: сыграли несколько концертов вместе с группой Motörhead на западном побережье США, мини-тур вместе с Megadeth, а также участвовали в турне «Gates of Darkness» вместе с родоначальниками дэт-метала Possessed.
После мини-тура с Megadeth из Dark Angel ушёл певец Дон Доти и на время тура с Possessed был заменён Джимом Драбосом, а затем вновь вернулся, но на непродолжительный период.

### Приход Рона Райнхарта.Leave Scars.
В конце 1987 года группа, уставшая от частых проблем с вокалистом, окончательно задумывается над поиском нового голоса. В тот момент, в поле зрения коллектива попадает крепкий парень по имени Рон Райнхарт, певший в местной команде под названием Messiah. Заинтересованный предложением присоединиться к Dark Angel он принимает это приглашение.
Приведя в порядок состав, команда, вооружённая новым материалом и конечно новым вокалистом, обладавшим мощным и разносторонним голосом, в мае 1988 года приступает к записи третьего альбома под названием Leave Scars. Запись проходит в голливудской Space Station Studios, процесс записи был несколько осложнён некоторыми факторами и помимо всего прочего это была первая работа Рона в студии. В тот момент группа работала с менеджером по имени Пол Шенкер, который свёл ребят с продюсером Майклом Монархом, бывшим гитаристом известнейших Steppenwolf. Парни из Dark Angel, воодушевлённые таким знакомством, решают, что такой человек как Монарх выведет их на новый уровень. Но они ошибались...
Вот что гитарист Эрик Мейер рассказывает о записи Leave Scars, о менеджере и о Майкле Монархе:

"Когда мы начали с ним работать, мы очень надеялись, что всё будет просто отлично, что удача сама свалится на нас с неба, да ещё и Пол нам постоянно твердил: "Эй, мужики, вы будете работать с Майклом Монархом, гитаристом Steppenwolf, ля-ля-ля… Я забронировал студию в Голливуде, всё будет просто отпад, ля-ля-ля…" Но оказалось, что в этой студии половина каналов на пульте вообще не подаёт признаков жизни, и это далеко не единственная из проблем! Мы все просто разводили руками: "Что же за хрень такая происходит?" Майк тоже был хорошим парнем, но, я думаю, он вообще не было компетентен в этой области, и он первым это признал. Когда я слушаю этот диск, там явственно слышны огрехи, которые возникли исключительно из-за технических проблем с пультом. (смеётся) Что, конечно, просто очень печально, так как многие чумовые песни на этом альбоме могли получиться намного лучше, но из-за того, что мы спустили почти весь наш бюджет на студию, на доработку материала средств уже не осталось. Это был первый опыт студийной работы подобного уровня для Рона, и ему пришлось очень нелегко. Ещё бы, надо многому учиться на ходу, а тут такое…"
(фрагмент из интервью 2003г.)

...но этих "молотильщиков" это не сломило. Худо-бедно, но альбом все таки был записан в июле 1988 года и появился на прилавках музыкальных магазинов в конце января 1989 года. Вся музыка в основном была написана Хогланом и вторым гитаристом Джимом Даркиным. Основная масса текстов также принадлежала перу Джина Хоглана, за исключением песни Never to Rise Again, её написали Райнхарт и Даркин. Альбом звучал порядка пятидесяти минут и состоял из 9 треков, среди которых были два инструментала: Cauterization и Worms, и помимо всего прочего, группа записала кавер Immigrant Song группы Led Zeppelin, для того чтобы попытаться пробиться на радио и привлечь большее количество фанатов, но попытка не была успешной, группу такого "тяжёлого класса" избегали радиостанции Лос-Анджелеса, что не удивительно, ведь Dark Angel это настоящий агрессивный андеграундный thrash metal, и по мнению многих противников, такой музыке не было места на радио.
Хотя конечно были и исключения:

Eric Meyer: В Лос-Анджелесе есть радиостанция KNAC, и одна из их программ называется "Manic Metal Hour", они там ставят самый тяжеляк. Нас туда неоднократно приглашали, ставили нашу музыку, но этой передачей всё и ограничивалось. В другое эфирное время на KNAC ставили только тех, за кого забашляли большие бабки рекорд-компании. Наш материал не ставился, сколько бы раз его не заказывали наши фэны - это просто шло вразрез с их правилами...
(фрагмент из интервью 2003г.)

Далее последовали гастроли по штатам, и спустя совсем немного времени группу, по личным причинам и устав от гастрольной жизни, покидает гитарист Джимми Даркин. На его место приходит гитарист, из лос-анджелесской трэш-группы Viking, Brett Eriksen (настоящее имя Brett Sarachek). Viking были знакомы Dark Angel, так как они до этого не раз играли вместе.
Далее после нескольких концертов по штатам группа впервые отправляется за пределы Северной Америки, а именно в Европу. Dark Angel отыгрывают тур с Nuclear Assault, а также англичане Acid Reign составляют им компанию. Брутальные калифорнийские кофеин-металлисты выступают на такой известной в Великобритании площадке как Hammersmith Odeon (запечатлённое на кассете 3-Way Thrash), помимо этого, группа "ураган" посещает такие страны как: Франция, Дания, Голландия, Швеция, Бельгия, Германия.
Во время концертов по Германии, у басиста Майка Гонсалеса произошёл неприятный конфликт с полицией, вследствие чего его "упекли" за решётку и он пропустил последнюю часть тура. На этих шоу его подменял Дэн Лилкер из Nuclear Assault:

Eric Meyer: "Когда мы были в Европе и Майк (Гонсалес) был в тюряге, Дэнни Лилкер (Nuclear Assault) подменял его на басу по крайней мере на шести концертах. Съёмки этих выступлений у меня тоже есть...".
(фрагмент из интервью 2003г.)

Джин Хоглан вспоминает: "Во время совместного турне с Nuclear Assault, наш басист имел возможность изучить немецкую тюрьму изнутри".
"Немецкая полиция проявила свою бесконечную мудрость: "Ага, вот американская рок-звезда, да ещё и при бабках, давайте-ка засудим его!". Что за бред! Полицейские одинаковы во всём мире, протягивают свою ручонку и просят: "дайте нам денег!". Несмотря на то, что Майк узнал, кто это сделал, он их не выдал...". 
(из интервью для журнала "Rock Hard", октябрь 1991г.)

Eric Meyer: "Мы пошли в МакДональдс, чтобы перекусить, я, Майк и ещё пара ребят: наш мерчендайзер и микшер, мы были последними и только собрались уходить как появились копы! Они искали нас, кто-то их вызвал, нас схватили и самое смешное было то что мы реально были ни при чём! Нас арестовали и забрали в полицейский участок... и чёрт возьми становилось страшно когда Вы - американский парень, не говорящий по-немецки, находились в окружении немецкоговорящей полиции! В конце концов всё закончилось тем, что нас один за одним отпустили. Забавная вещь в том что у каждого был паспорт, кроме Майка. Они всех отпустили, кроме него. Они сказали что не собираются отпускать его. Мы сразу дёрнули к нашему автобусу и рассказали всем что произошло, промоутер который занимался немецкой частью тура тоже подтянулся чтобы посмотреть что происходит, мы думали что обратимся в американское посольство и всё будет пучком... но всё оказалось не так просто...
...в общем, у них была кучка разбитых тачек и Майк был тем парнем на которого они всё это повесили. Они были заинтересованы в вашей вине, если вы не докажете обратного. Это был такой способ. Они обвинили его в порче автомобилей и чтобы его вытащить нужно было заплатить 30000$, только так. Мы закончили тем что взяли часть прибыли от мерча, плюс Рон занял денег у какого-то знакомого и мама Майка согласилась заложить дом или какую-то подобную херню, чтобы его отпустили и так мы вытащили Майка из тюрьмы, он пропустил последнюю часть тура. Дэн Лилкер согласился подменить его на басу, тем самым выручив нас. На сайте Дэна были некоторые фотки где он с нами на сцене. Ну вот что произошло. Это переросло в настоящее бедствие. Когда Майк был в тюряге, мы играли и в тюрьме Майк был в довольно депрессивном состоянии. Это чёрт возьми было тяжело..."
(из интервью для сайта metal-rules.com, от июня 2003 г.)

### Наши дни
В 2011 году басист Майк Гонсалес присоединился к возрождённой группе Viking из Лос-Анджелеса.

## Состав

### Текущий состав
- Эрик Мейер — гитара (1984—1992, 2002—2005, 2013—наши дни)
- Джин Хоглан — ударные (1984—1992, 2002—2005, 2013—наши дни)
- Майк Гонсалес — бас-гитара (1986—1992, 2013—наши дни)
- Рон Райнхарт — вокал (1987—1992, 2002—2005, 2013—наши дни)

### Бывшие участники
- Майк Андраде — ударные (1981—1983)
- Роб Ян — бас-гитара (1981—1986)
- Дон Доти — вокал (1981—1987)
- Джек Шварц — ударные (1983—1984)
- Боб Гоурли — ударные (1984)
- Ли Рауш — ударные (1984)
- Джим Драбос — вокал (1987)
- Бретт Эриксен — гитара (1989—1991)
- Крис МакКарти — гитара (1991—1992)
- Дэниэл Уильямс — бас-гитара (2002—2005)
- Джим Дёркин — гитара (1981—1989, 2013—2023)

## Дискография

### Студийные альбомы
- We Have Arrived (1985)
- Darkness Descends (1986)
- Leave Scars (1989)
- Time Does Not Heal (1991)

### Демозаписи
- Gonna Burn (1983)
- Demo II (1983)
- Live Demo (1984)
- Live Demo From Berkeley (1985)
- Atrocity Exhibition (1992)

### Видео
- 3-Way Thrash (VHS) (1989)
- Ultimate Revenge 2 (VHS и CD) (1989)

### Другое
- Metal Massacre VI (сборник) (1985, Metal Blade) (Dark Angel представили трек Welcome to the Slaughterhouse)
- Merciless Death (сингл) (1985)
- Live Scars (концертная запись) (1990)
- Decade of Chaos: The Best of Dark Angel (сборник) (1992)
- Metallic Attack: Metallica — The Ultimate Tribute album (Dark Angel представили кавер-версию композиции Creeping Death) (2004)